# Larx Entertainment
LARX Entertainment Co., Ltd. (株式会社ラークスエンタテインメント Kabushiki gaisha Rākusu Entateinmento?) es un estudio de animación japonés fundado en junio de 2006. El estudio tiene su sede en Nerima, Tokio y es una subsidiaria de Studio Hibari.

## Trabajos

### Series de televisión
| Título  | Canal de transmisión    | Fecha de primera transmisión | Fecha de última transmisión | Eps | Nota (s)                                             | Ref (s) |
| ------- | ----------------------- | ---------------------------- | --------------------------- | --- | ---------------------------------------------------- | ------- |
| Monsuno | Nicktoons TV Tokyo Hulu | 13 de febrero de 2012        | 1 de julio de 2014          | 65  | Serie animada de producción estadounidense-japonesa. | [ 1 ]   |

### ONA's
| Título                           | Fecha de lanzamiento                        | Eps | Nota (s) | Ref (s)     |
| -------------------------------- | ------------------------------------------- | --- | --- | ----------- |
| Soul Worker: Your Destiny Awaits | 17 de marzo de 2016 – 5 de abril de 2016    | 5   | Basado en un juego de rol en línea multijugador masivo deacción y estilo anime desarrollado por Lion Games Studios. | [ 2 ]       |
| Kengan Ashura                    | 31 de julio de 2019 – 31 de octubre de 2019 | 24  | Basado en un manga de acción escrito por Yabako Sandrovich.                                                         | [ 3 ] [ 4 ] |